# توماس كالهون
توماس كالهون (بالإنجليزية: Thomas Calhoun)‏ (1795 - 6 سبتمبر 1861) هو لاعب كريكت بريطاني (وحمل سابقاً جنسية المملكة المتحدة لبريطانيا العظمى وأيرلندا).

## وصلات خارجية
- توماس كالهون على موقع إي آس بي آن كريك إنفو (الإنجليزية)